# Patricia Bergquist
Pour les articles homonymes, voir Bergquist.
Dame Patricia Rose Bergquist  (née Smyth, 10 mars 1933 - 9 septembre 2009) est une zoologiste néo-zélandaise spécialisée en anatomie et taxonomie. Au moment de sa mort, elle était professeure émérite de zoologie et professeur honoraire d'anatomie avec radiologie à l'Université d'Auckland.

## Enfance, famille et éducation
Née Patricia Rose Smyth dans la banlieue d'Auckland à Devonport le 10 mars 1933, Bergquist était la fille de William Smyth, un électricien, et de Bertha Ellen Smyth (née Penny), une femme au foyer,. Elle a fait ses études à l'école primaire de Devonport, puis à la Takapuna Grammar School (en) où elle a été dux en dernière année. Elle a ensuite commencé à étudier à l'Auckland University College en 1950, obtenant son diplôme de maîtrise avec mention très bien en botanique en 1956 ; le titre de son mémoire de maîtrise était Contributions to the study of the loxsomaceae (Contributions à l'étude des loxsomaceae),. Après avoir complété un deuxième équivalent MSc en zoologie, elle entreprend des études doctorales à Auckland, obtenant son doctorat, supervisé par William Roy McGregor (en) et John Morton (en), sur la taxonomie des Porifera en 1961, avec une thèse intitulée « The Demospongiae of New Zealand — systematics, distribution and relationships »,. Bergquist a été la première personne à obtenir un doctorat de l'Université d'Auckland.
En 1958, elle a épousé Peter Bergquist, un biologiste moléculaire réputé, et le couple a eu une fille,.

## Carrière universitaire et de recherche
Après son doctorat, Patricia Bergquist a étudié à l'étranger, d'abord à l'Université Yale où elle a élargi son expertise systématique, avant de retourner en Nouvelle-Zélande et de devenir enseignante et chercheuse à l'Université d'Auckland sur des questions liées à l'anatomie, la taxonomie et la zoologie, avec un intérêt particulier pour l'éponge marine. Elle a estimé qu'un cadre stable de classification de niveau supérieur qui permettrait la reconnaissance des relations génériques et faciliterait les descriptions de nouvelles espèces manquait. Lorsque Bergquist a reçu une chaire personnelle à l'Université d'Auckland, elle a été la première femme de cette université à le faire.
Elle a co-écrit (avec Mary E. Sinclair) The Morphology and Behavior of Larvae of Some Intertidal Sponges pour le New Zealand Journal of Marine and Freshwater Research, qui a été publié le 20 octobre 1967.
En 1979, Bergquist a reçu le diplôme de docteur en sciences de l'Université d'Auckland, sur la base de 28 publications soumises,.

## Honneurs et récompenses
Bergquist a été élue membre de la Société royale de Nouvelle-Zélande en 1982  et en 1989, elle a reçu la médaille Hector de cette Société royale. À l'occasion des honneurs du Nouvel an 1994 (en), elle a été nommée Dame Commandeur de l'Ordre de l'Empire britannique, pour services rendus à la science.
Son mari, Peter Bergquist, a été nommé Officier de l'Ordre du Mérite de Nouvelle-Zélande, pour services rendus à la science, lors de l'Anniversaire de la Reine et du Jubilé de diamant (en)  en 2012,.
Bergquist figurait parmi les projets « 150 femmes en 150 mots » de la Royal Society Te Apārangi en 2017.

## Décès
Patricia Bergquist est décédée d'un cancer du sein à Auckland le 9 septembre 2009, à l'âge de 76 ans,.

## Publications
- The Morphology and Behaviour of Larvae of Some Intertidal Sponges 1967 (avec Mary E. Sinclair).
- The marine fauna of New Zealand: Porifera, Demospongiae, 1968
- Shallow water demospongiae from Heron Island, 1969
- Sponges, University of California Press, 268 p. ,  (ISBN 9780520036581), 1978.